# Elias Koteas
Elias Koteas (n. 11 martie 1961, Montréal, provincia Québec, Canada) este un actor canadian. Este cel mai cunoscut pentru rolul lui Alvin „Al” Olinsky din franciza Chicago, dar și pentru roluri principale și secundare în numeroase filme. A câștigat premiul Canadian Screen pentru cel mai bun actor în rol secundar pentru rolul din filmul istoric Ararat (2002).  A jucat în filme ca Some Kind of Wonderful (1987), The Adjuster (1991), Exotica (1994), The Prophecy (1995), Terapie de șoc (1996), Living Out Loud (1998), Fallen (1998), The Thin Red Line (1998), Harrison's Flowers (2002), Collateral Damage (2002), Shooter (2007), Zodiac (2007), Vârcolacii (2007), Strania poveste a lui Benjamin Button (2008) sau Shutter Island (2010). A interpretat rolul lui Casey Jones în două filme originale Țestoasele Ninja.

## Filmografie

### Film
| An   | Titlu                               | Rol                | Note        |
| ---- | ----------------------------------- | ------------------ | ----------- |
| 1985 | One Magic Christmas                 | Eddie              |             |
| 1987 | Some Kind of Wonderful              | Duncan             |             |
| 1987 | Gardens of Stone                    | Pete Deveber       |             |
| 1988 | Tucker: The Man and His Dream       | Alex Tremulis      |             |
| 1988 | Full Moon in Blue Water             | Jimmy              |             |
| 1989 | Malarek                             | Victor Malarek     |             |
| 1989 | Blood Red                           | Silvio             |             |
| 1989 | Friends, Lovers & Lunatics          | Davey              |             |
| 1990 | Teenage Mutant Ninja Turtles        | Casey Jones        |             |
| 1990 | Backstreet Dreams                   | Wizard             |             |
| 1990 | Desperate Hours                     | Wally Bosworth     |             |
| 1990 | Look Who's Talking Too              | Stuart Jensen      |             |
| 1990 | Almost an Angel                     | Steve Garner       |             |
| 1991 | The Adjuster                        | Noah Render        |             |
| 1992 | Chain of Desire                     | Jesus              |             |
| 1993 | Teenage Mutant Ninja Turtles III    | Casey Jones / Whit |             |
| 1993 | Cyborg 2                            | Colton Ricks       |             |
| 1994 | Exotica                             | Eric / Club's DJ   |             |
| 1994 | Camilla                             | Vincent Lopez      |             |
| 1995 | The Prophecy                        | Thomas Dagget      |             |
| 1995 | Power of Attorney                   | Paul Dellacroce    |             |
| 1996 | Crash                               | Vaughan            |             |
| 1996 | Hit Me                              | Sonny Rose         |             |
| 1997 | Gattaca                             | Antonio Freeman    |             |
| 1998 | Fallen                              | Edgar Reese        |             |
| 1998 | Apt Pupil                           | Archie             |             |
| 1998 | Living Out Loud                     | The Kisser         |             |
| 1998 | The Thin Red Line                   | Capt. Staros       |             |
| 1998 | Divorce: A Contemporary Western     | Matt               |             |
| 2000 | Dancing at the Blue Iguana          | Sully              |             |
| 2000 | Harrison's Flowers                  | Yeager Pollack     |             |
| 2000 | Lost Souls                          | John Townsend      |             |
| 2001 | Novocaine                           | Harlan Sangster    |             |
| 2002 | Collateral Damage                   | Peter Brandt       |             |
| 2002 | Ararat                              | Ali / Jevdet Bay   |             |
| 2002 | Simone                              | Hank Aleno         | nemenționat |
| 2005 | The Greatest Game Ever Played       | Arthur Ouimet      |             |
| 2005 | The Big Empty                       | The Specialist     |             |
| 2007 | Skinwalkers                         | Jonas Talbot       |             |
| 2007 | Zodiac                              | Sgt. Jack Mulanax  |             |
| 2007 | Shooter                             | Jack Payne         |             |
| 2007 | Prisoner                            | Jailer             |             |
| 2007 | The Girl in the Park                | Raymond            |             |
| 2008 | Two Lovers                          | Ronald Blatt       |             |
| 2008 | Dark Streets                        | The Lieutenant     |             |
| 2008 | The Curious Case of Benjamin Button | Monsieur Gateau    |             |
| 2009 | The Haunting in Connecticut         | Reverend Popescu   |             |
| 2009 | I Come with the Rain                | Hasford            |             |
| 2009 | Defendor                            | Chuck Dooney       |             |
| 2009 | The Fourth Kind                     | Abel Campos        |             |
| 2010 | The Killer Inside Me                | Joe Rothman        |             |
| 2010 | 3 Backyards                         | John               |             |
| 2010 | Shutter Island                      | Andrew Laeddis     |             |
| 2010 | My Own Love Song                    | Dean               |             |
| 2010 | Die                                 | Mark Murdock       |             |
| 2010 | Let Me In                           | The Policeman      |             |
| 2011 | Winnie Mandela                      | Major de Vries     |             |
| 2011 | Dream House                         | Boyce              |             |
| 2011 | A Very Harold & Kumar 3D Christmas  | Sergei Katsov      |             |
| 2013 | The Last Days on Mars               | Charles Brunel     |             |
| 2013 | Now You See Me                      | Lionel Shrike      | nemenționat |
| 2013 | Devil's Knot                        | Jerry Driver       |             |
| 2013 | Jake Squared                        | Jake Klein         |             |
| 2017 | My Days of Mercy                    | Simon Moro         |             |

### TV
| An        | Titlu                                 | Rol                     | Note                                |
| --------- | ------------------------------------- | ----------------------- | ----------------------------------- |
| 1985      | Private Sessions                      | Johnny O'Reilly         | Film TV                             |
| 1988      | Crime Story                           | Jerry Travers           | Episodul: "Roadrunner"              |
| 1988      | Onassis: The Richest Man in the World | Young Aristotle Onassis | Film TV                             |
| 1995      | Sugartime                             | Butch Blasi             | Film TV                             |
| 2001      | Shot in the Heart                     | Gary Gilmore            | Film TV                             |
| 2002      | The Sopranos                          | Dominic Palladino       | Episodul: "The Strong, Silent Type" |
| 2004      | Traffic                               | Mike McKay              | 3 episoade                          |
| 2005–2006 | American Dad!                         | Jim (voce)              | 2 episoade                          |
| 2006      | Conviction                            | Mike Randolph           | Episodul: "Pilot"                   |
| 2006      | House                                 | Jack Moriarty           | Episodul: "No Reason"               |
| 2008      | CSI: NY                               | Joe / Douglas Anderson  | 2 episoade                          |
| 2009      | Saving Grace                          | William Drugh           | Episodul: "The Live Ones"           |
| 2011      | Combat Hospital                       | Colonel Xavier Marks    | 13 episoade                         |
| 2012      | Unforgettable                         | Sam Rhodes              | Episodul: "A Man in the Woods"      |
| 2013      | The Killing                           | James Skinner           | 11 episoade                         |
| 2013–2017 | Chicago Fire                          | Alvin "Al" Olinsky      | 4 episoade                          |
| 2014–2018 | Chicago P.D.                          | Alvin "Al" Olinsky      | Rol principal; 106 episoade         |
| 2016–2018 | Chicago Med                           | Alvin "Al" Olinsky      | 3 episoade                          |
| 2017      | Chicago Justice                       | Alvin "Al" Olinsky      | Episodul: "Fake"                    |
| 2021      | Goliath                               | Tom True                | Sezonul 4 Rol secundar              |